# Abrahámovce (Kežmarok)
Abrahámovce  es un municipio del distrito de Kežmarok en la región de Prešov, Eslovaquia, con una población estimada a final del año 2017 de 265 habitantes. 
Se encuentra ubicado al noroeste de la región, cerca del río Poprad (cuenca hidrográfica del río Vístula) y de la frontera con Polonia.

## Demografía
| Año        | 1994 | 2004    | 2014     | 2024 |
| ---------- | ---- | ------- | -------- | ---- |
| Población  | 212  | 227     | 263      | 263  |
| Diferencia |      | +7,07 % | +15,85 % | +0 % |

| Año        | 2023 | 2024 |
| ---------- | ---- | ---- |
| Población  | 263  | 263  |
| Diferencia |      | +0 % |